# District d'Antanambao Manampontsy
Le district d'Antanambao Manampotsy est un district malgache situé dans la région d'Atsinanana à l'est du pays, dans la province de Tamatave.

## Composition
Le district est constitué de cinq communes rurales et urbaines.
| Antanambao Manampotsy Chef-lieu | ...         |  |
| Antanandehibe                   | ...         |  |
| Mahela                          | ...         |  |
| Manakana                        | ...         |  |
| Saivaza                         | ...         |  |
| 18 communes                     | 37 194 hab. |  |

## Démographie
| 1993   | 2000   | 2005   | 2007   |
| ------ | ------ | ------ | ------ |
| 35 533 | 29 666 | 34 855 | 37 194 |